# Белокрила чигра
Белокрила чигра (лат. Chlidonias leucopterus), је врста чигре из породице Laridae. То је мала врста која се генерално налази близу слатководних површина широм света, укључујући Европу, Африку, Азију и Аустралију. Име рода потиче од старогрчке речи khelidonios, „налик ласти“, од речи khelidon, „ ласта “.
Назив белокрила чигра је уобичајени назив у већини земаља енглеског говорног подручја; у Уједињеном Краљевству, овај назив користе и званични орнитолошки органи за евиденцију, али старија алтернатива „белокрила црна чигра“ је и даље честа у популарној употреби.

## Опис
Белокрила чигра је 23-27 цм дугачка, 42-79 гр тежине и распон крила 58-67 цм. Одрасле птице лети имају кратке црвене ноге и кратак црни кљун (мали и здепаст, дужине 22–25 мм од перја, знатно краћи од главе), црни врат (често са бледосивим леђима) и стомак, веома тамносива леђа, са белом сапницом и светлосивим (скоро белим) репом, који код младих често изгледа „квадратно“. Лице је жућкасто обојено. Крила, као што и само име каже, углавном су бела. Унутрашње крило је сивкасто са смеђим врховима покривача. Код негнездећем перју, већина црне боје је замењена белом или бледосивом, мада се може задржати неколико црнкастих перја, помешаних са белим доњим деловима тела. Доста црне боје се види на доњем делу крила. Глава је црна, са белим челом. Круна је црнкасто-смеђа, прошарана белим, а задња круна је црнкаста са извесном количином белих мрља. Ове беле ознаке су изражене код одрасле јединке зими. Испред ока се налази тамна троугласта мрља. Овратник је прилично широк и бео. Код младих и одраслих јединки у процесу митарења, сапи су бледо сиве боје, а крајем године постају сиве у обе фазе. Прозирна бела крагна и сапи изолују огртач као тамносмеђе „седло“. Перје плашта има уске блеђе смеђе врхове, као и терцијална и лопатична пера.

## Хибридизација са црном чигром
Хибридизација између ове врсте и црне чигре забележена је у Шведској и Холандији. Верује се да су две младе птице на језеру Чу Вали у Енглеској, у септембру 1978. и септембру 1981. године, такође хибриди; показале су мешовите карактеристике две врсте, тачније комбинацију тамног плашта (карактеристика белокриле чигре) са тамним мрљама на грудној страни (карактеристика црне чигре, коју белокрила чигра не показује).

## Распрострањеност и станиште
Њихово станиште за гнежђење су слатководне мочваре од југоисточне Европе до Централне Азије и руског Далеког истока. Обично се гнезде или на плутајућој вегетацији у мочвари или на тлу веома близу воде, полажући 2-4 јаја у гнездо изграђено од малих стабљика трске и друге вегетације. Зими мигрирају у Африку, јужну Азију и Аустралију . Ретка је врста луталице у Северној Америци, углавном на атлантској обали, али неколико евиденција је забележено на пацифичкој обали и у унутрашњости подручја Великих језера. Врста је такође забележена као луталица у Јужној Америци, укључујући записе у Аргентини, Бразилу, Уругвају и Колумбији.

## Понашање
Као и остале „мочварне“ чигре (Chlidonias), и за разлику од „белих“ (Sterna) чигри, ове птице не зарањају за рибом, већ полако лете изнад воде како би бирале предмете са површине и хватале инсекте у лету. Углавном једу инсекте и мале рибе. У лету, ударци крила су плитки и лагани.
Белокрила чигра је једна од врста на коју се примењује Споразум о очувању афро-евроазијских птица селица водених станишта (AEWA).

## Галерија
- Јаје у музеју Висбаден
- У каналу Казинга, Уганда
- У Пољској
- У Непалу

## Спољaшње везе
- Белокрила чигра Атлас птица Јужне Африке
- „Chlidonias leucopterus”. Avibase.
- „Белокрила чигра”. Internet Bird Collection.
- Аудио запис на Xeno-canto.
- Белокрила чигра media at ARKive